# Ciclismo nos Jogos Paralímpicos de Verão de 2012 - Contra o relógio misto em estrada
A competição contra o relógio misto em estrada do Ciclismo nos Jogos Paralímpicos de Verão de 2012 foi disputada no dia 5 de setembro no Circuito de Brands Hatch em Kent, Grã-Bretanha. Apenas um evento foi disputado, por ciclistas de ambos os sexos e da classe T1 ou T2.

## Medalhistas
| Ouro   | AUS Carol Cooke      |
| Prata  | GER Hans-Peter Durst |
| Bronze | GBR David Stone      |

## Resultados
| Pos.              | Atleta                   | Classe/Gênero | Tempo    | Fator  | Tempo final |
| ----------------- | ------------------------ | ------------- | -------- | ------ | ----------- |
| Medalha de ouro   | AUS Carol Cooke          | T2/F          | 15:58.39 | 86.66  | 13:50.54    |
| Medalha de prata  | GER Hans-Peter Durst     | T2/M          | 14:11.95 | 100.00 | 14:11.95    |
| Medalha de bronze | GBR David Stone          | T2/M          | 14:25.66 | 100.00 | 14:25.66    |
| 4                 | FRA Quentin Aubague      | T1/M          | 17:24.19 | 83.41  | 14:30.96    |
| 5                 | ITA Giorgio Farroni      | T2/M          | 14:50.49 | 100.00 | 14:50.49    |
| 6                 | COL Nestor Ayala Ayala   | T2/M          | 15:00.81 | 100.00 | 15:00.81    |
| 7                 | RSA Gerhard Viljoen      | T2/M          | 15:26.41 | 100.00 | 15:26.41    |
| 8                 | CZE David Vondráček      | T2/M          | 15:52.29 | 100.00 | 15:52.29    |
| 9                 | USA Steven Peace         | T2/M          | 15:57.69 | 100.00 | 15:57.69    |
| 10                | AUT Helmut Winterleitner | T2/M          | 16:17.65 | 100.00 | 16:17.65    |
| 11                | CAN Shelley Gautier      | T1/F          | 23:18.19 | 72.28  | 16:50.61    |
| 12                | RSA Madre Carinus        | T2/F          | 19:30.28 | 86.66  | 16:54.16    |
| 13                | CZE Lenka Kadetová       | T2/F          | 19:31.60 | 86.66  | 16:55.30    |
| 14                | CRO Mario Alilović       | T1/M          | 20:45.10 | 83.41  | 17:18.53    |
| 15                | ESP Aitor Oroza Flores   | T1/M          | 20:55.11 | 83.41  | 17:26.88    |
| 16                | GRE Stamatios Kotzias    | T2/M          | 18:11.90 | 100.00 | 18:11.90    |
| 17                | DEN Alan Schmidt         | T1/M          | 22:29.68 | 83.41  | 18:45.77    |
| 18                | SVK Simona Matickova     | T1/F          | 32:38.41 | 72.28  | 23:35.54    |
| 99 !              | CAN Marie-Eve Croteau    | T2/F          |          |        | DNS         |